# Gran Premio de Japón de Motociclismo de 1964
El Gran Premio de Japón de Motociclismo de 1964 fue la decimosegunda y última prueba de la temporada 1964 del Campeonato Mundial de Motociclismo. El Gran Premio se disputó el 1 de noviembre de 1964 en el Circuito de Suzuka.
El Gran Premio se caracterizó por la escasa particapación de las estrellas mundiales. De hecho, la carrera de 50 cc (que venció Ralph Bryans) no fue válida para la clasificación general del Mundial al presentarse tan solo cinco pilotos a la línea de salida.

## Resultados 350cc
Incluso la carrera 350 cc estuvo muy cerca de ser invalidada por la misma razón que la de 50. Pero se llegó al mínimo se contrató a un piloto indonesio desconocido, que quedó eliminado en la quinta vuelta. La carrera fue ganada por Jim Redman por delante de Mike Hailwood, contratado para la ocasión por MZ. En los entrenamientos, Alan Shepherd se fracturó el cráneo, un accidente que marcó el final de la carrera deportiva del piloto británico.
| Pos.     | Piloto            | Equipo | Tiempo       | Pts. |
| -------- | ----------------- | ------ | ------------ | ---- |
| 1        | Jim Redman        | Honda  | 1h 04' 55" 3 | 8    |
| 2        | Mike Hailwood     | MZ     | +30"         | 6    |
| 3        | Isamu Kasuya      | Honda  | +1' 32" 2    | 4    |
| 4        | Isao Yamashita    | Honda  | +2' 14"      | 3    |
| 5        | Kuniomi Nagamatsu | Honda  | +2' 21" 5    | 2    |
| Sources: |                   |        |              |      |

## Resultados 250cc
Jim Redman pilotó la segunda carrera con el nuevo motor de seis cilindros Honda 3RC 164 y ganó la carrera de 250cc para Isamo Kasuya, que con la RC 164. Ante la ausencia de Phil Read y Mike Duff, Yamaha envió la RD 56 con Hiroshi Hasegawa, que acabó tercero.
| Pos. | Piloto           | Moto   | Tiempo       | Pts. |
| ---- | ---------------- | ------ | ------------ | ---- |
| 1    | Jim Redman       | Honda  | 1h 01' 33" 9 | 8    |
| 2    | Isamu Kasuya     | Honda  | +40" 7       | 6    |
| 3    | Hiroshi Hasegawa | Yamaha | +1' 20" 9    | 4    |
| 4    | Luigi Taveri     | Honda  | +1' 38" 3    | 3    |
| 5    | Mike Hailwood    | MZ     | +1 Vuelta    | 2    |
| Ret  | Phil Read        | Yamaha | Ret          |      |
| Ret  | Sarsito          | Yamaha | Ret          |      |
| Ret  | Itoh             | Yamaha | Ret          |      |

## Resultados 125cc
Ernst Degner ganó la carrera de 125cc, un año después de haber sufrido quemaduras graves durante el Gran Premio de Japón y haberse perdido la mayor parte de esta temporada. El campeón mundial Luigi Taveri quedó en segundo lugar con un poco más de un segundo de retraso. Yoshimi Katayama quedó tercero con la segunda Suzuki RT 64 A.
| Pos. | Piloto              | Moto   | Tiempo    | Pts. |
| ---- | ------------------- | ------ | --------- | ---- |
| 1    | Ernst Degner        | Suzuki | 32' 33" 5 | 8    |
| 2    | Luigi Taveri        | Honda  | +1" 2     | 6    |
| 3    | Yoshimi Katayama    | Suzuki | +11" 4    | 4    |
| 4    | Teisuke Tanaka      | Suzuki | +52" 2    | 3    |
| 5    | Hironori Matsushima | Yamaha | +1' 10" 6 | 2    |
| 6    | Akiyasu Motohashi   | Yamaha | +1' 36" 1 | 1    |
| Ret  | Jim Redman          | Honda  | Ret       |      |
| Ret  | Hugh Anderson       | Suzuki | Ret       |      |
| Ret  | Isao Morishita      | Suzuki | Ret       |      |
| Ret  | Frank Perris        | Suzuki | Ret       |      |
| Ret  | Humio Itoh          | Yamaha | Ret       |      |
| Ret  | Phil Read           | Yamaha | Ret       |      |
| Ret  | Ralph Bryans        | Honda  | Ret       |      |
| Ret  | Hiro Hasegawa       | Yamaha | Ret       |      |

## Resultados 50cc
| Pos. | Piloto          | Moto  | Tiempo    | Pts. |
| ---- | --------------- | ----- | --------- | ---- |
| 1    | Ralph Bryans    | Honda | 40'49"7   |      |
| 2    | Luigi Taveri    | Honda | +0" 4     |      |
| 3    | Naomi Tanigushi | Honda | +0" 5     |      |
| 4    | A. Itoh         | Honda | +1 Vuelta |      |
| Ret  | Nagamatsu       | Honda | Ret       |      |